# Croix Saint-Michel
La croix Saint-Michel est une croix en pierre située à l'Île-de-Bréhat en France.

## Localisation
La croix est située sur le territoire de la commune de l'Île-de-Bréhat, dans le département des Côtes-d'Armor en région Bretagne.

## Historique
La croix, dont l'élévation remonte au 4ème quart du 18ème siècle, est inscrite au titre des monuments historiques par arrêté du 22 mars 1930.

## Galerie

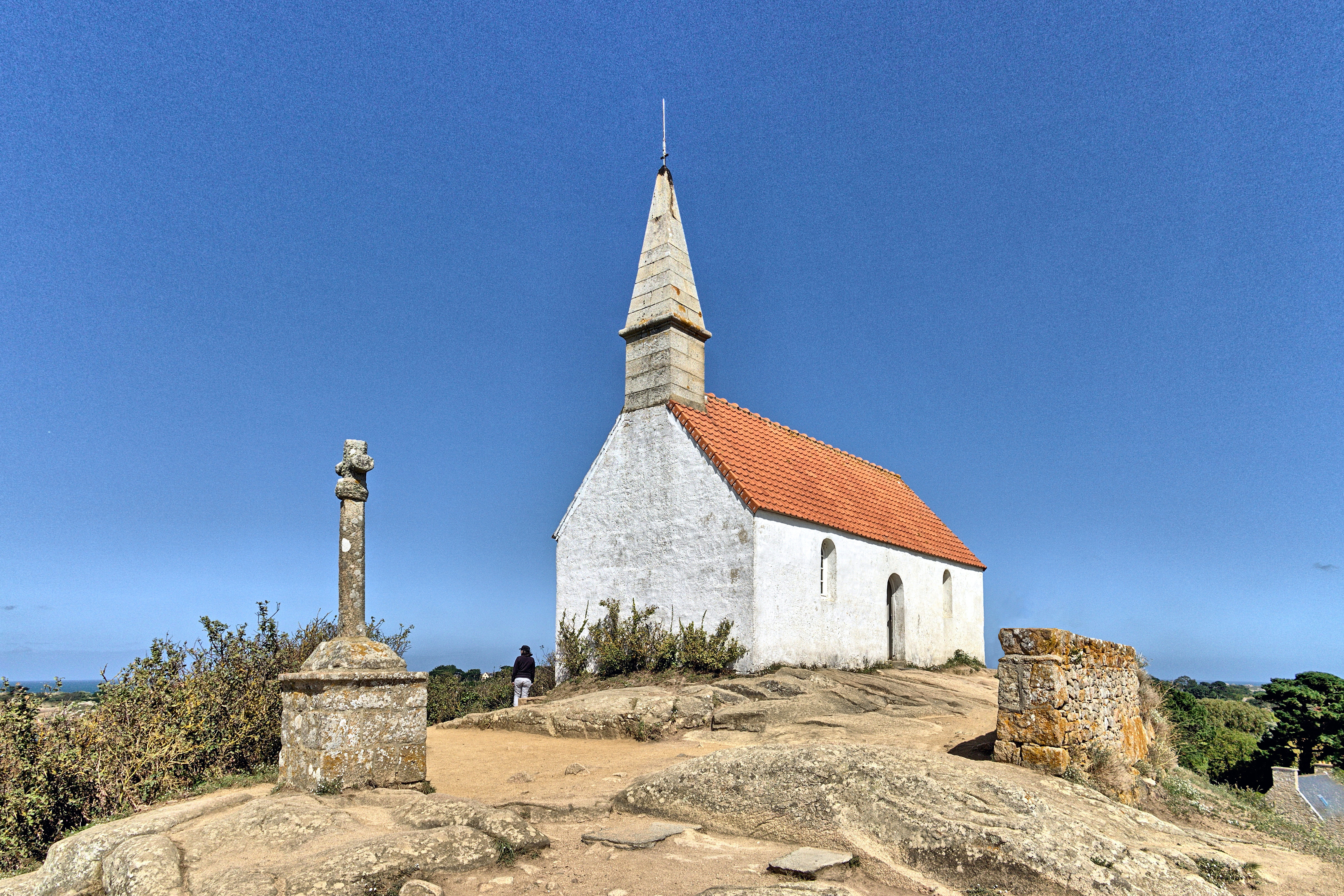
La croix et la chapelle Saint-Michel.
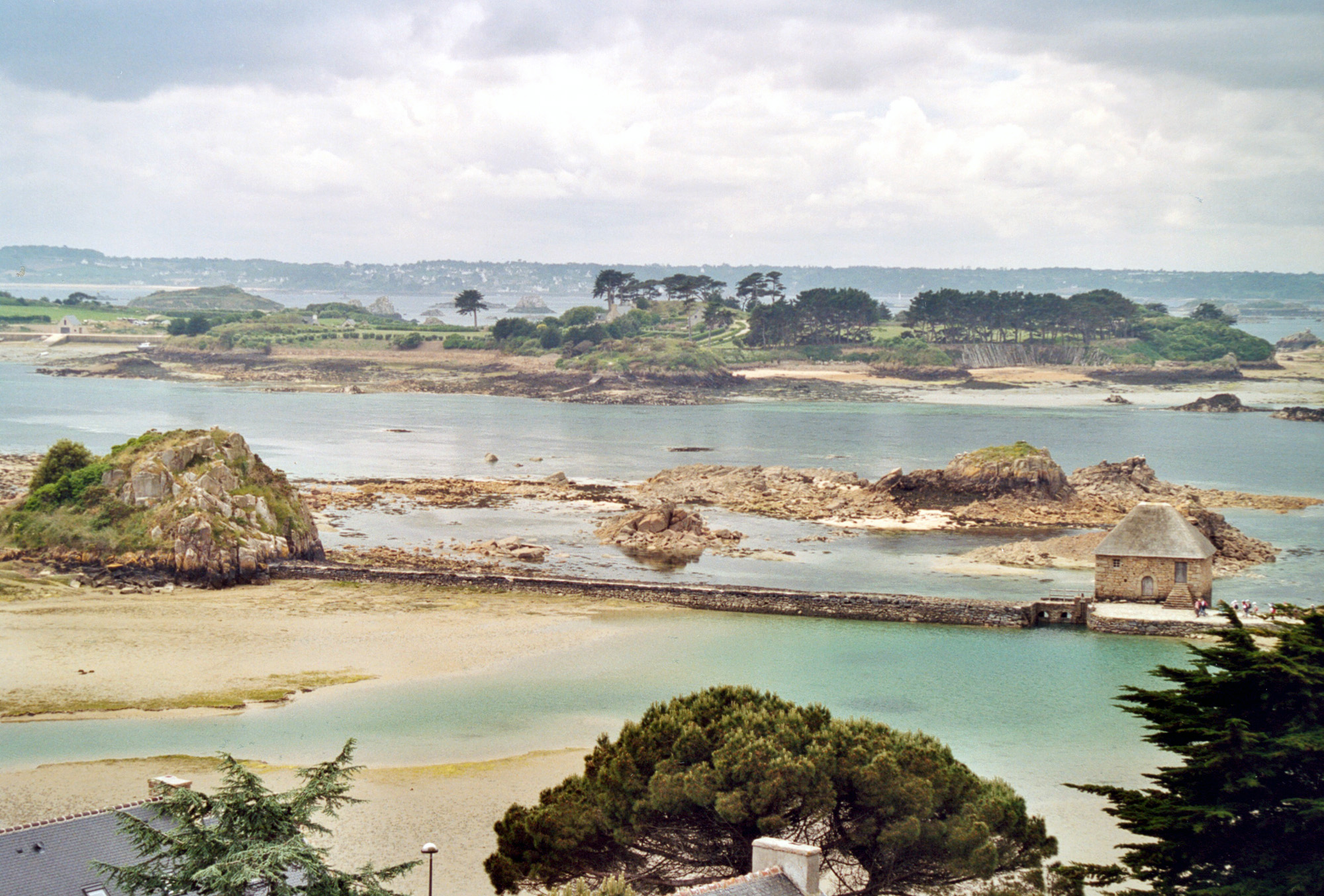
Paysage de Bréhat aux alentours du moulin Birlot.